# Manzhouli
Manzhouli is een stad in Binnen-Mongolië in het noorden van China. De stad heeft meer dan 160.000 inwoners en ligt in de prefectuur Hulunbuir.